# ときめきの導火線
『ときめきの導火線』（ときめきのどうかせん）は、今野友加里の3枚目のシングル。1995年5月21日、アポロンより発売された。

## 解説
- テレビアニメ『ふしぎ遊戯』のエンディングテーマ。
- カップリング曲である「Winner」は『ふしぎ遊戯』の挿入歌である。
- 『ふしぎ遊戯 オリジナル・サウンドトラック』などの『ふしぎ遊戯』関係のCDにも収録されている。
- 前作の「ONE〜あなたに向かって〜」よりわずか2ヵ月でリリースされた。

## 収録曲
1. ときめきの導火線 [4:25]
  - テレビアニメ『ふしぎ遊戯』のエンディングテーマ
  - 作詞：里乃塚玲央、作曲：家原正嗣、編曲：山中紀昌
2. Winner [5:03]
  - テレビアニメ『ふしぎ遊戯』挿入歌
  - 作詞：松本花奈、作曲：菊地圭長、編曲：土屋真奈部
3. ときめきの導火線（オリジナル・カラオケ）
4. Winner（オリジナル・カラオケ）

## カバー
- 石田燿子 - 2001年発売のアルバム『ウルトラアニメユーロビートシリーズ パラパラMAX4 〜THE POWER OF NEW ANIMATION SONGS〜』に収録。
- 中川翔子 - 2010年発売のアルバム『しょこたん☆かばー3 〜アニソンは人類をつなぐ〜』に収録。
- 今井麻美 - 2010年発売のアルバム『THE IDOLM@STER STATION!!! SECOND TRAVEL 〜Seaside Date〜』に収録。